# Леополд Вилхелм фон дер Шуленбург
Леополд Вилхелм фон дер Шуленбург (на немски: Leopold Wilhelm von der Schulenburg; * 28 август 1772, Кремцов, окр. Пижице, Западнопоморско войводство; † 19 август 1838, Примерн, днес част от Алтмеркише Хьое в Алтмарк в Саксония-Анхалт) е благородник от род фон дер Шуленбург и пруски съветник, рицар на ордена Pour le Mérite.

## Биография
Той е син на пруския генерал-майор Август Фердинанд фон дер Шуленбург (1729 – 1787) и съпругата му Кристиана Вилхелмина фон Аймбек (1741 – 1785), дъщеря на Томас Валентин фон Аймбек, господар на Бреч, Примерн, Девитц, Друзедау (1712 – 1745), и съпругата му, неговата леля, Шарлота Клара Елизабет фон дер Шуленбург (1719 – 1788), дъщеря на Левин Дитрих фон дер Шуленбург цу Тухайм (1678 – 1743) и Катарина София фон дер Асебург (1686 – 1780). Внук е на Левин Дитрих фон дер Шуленбург цу Тухайм (1678 – 1743) и Катарина София фон дер Асебург (1686 – 1780). Потомък е на Вернер IV фон дер Шуленбург († сл. 1372) и на рицар Вернер II фон дер Шуленбург († сл. 1304).
Леополд Вилхелм фон дер Шуленбург е богат наследник, но влиза в пруската армия. Участва като лейтенант в Войната на първата коалиция (1792 – 1797). Той особено се отличава в битка при Люксембург на 1 октомври 1793 г. Кралят затова го награждава на 10 октомври 1793 г. с ордена „pour le merite“.
Леополд Вилхелм напуска като ритмайстер активната служба, за да се грижи за наследените си собствености. Заради собственостите му в Шлезвиг датският крал го приема на 14 февруари 1818 г. в датската аристокрация и става държавен съветник в Магдебург. Освен това той е правен-съдия на „Йоанитския орден“.

## Фамилия
Леополд Вилхелм фон дер Шуленбург се жени на 23 май 1805 г. в Зелка, окр. Алтенбург, за Юлиана Шарлота фон Кирхбах (* 4 март 1785, Зелка, окр. Алтенбург; † 16 май 1873, Бетцендорф), дъщеря, дъщеря на Ханс Готлиб фон Кирхбах (1739 – 1807) и Луиза София Рената фон Науендорф (1753 – 1813). Те имат децата:
- Ото Лудвиг Вилхелм Фердинанд фон дер Шуленбург (* 15 юни 1806, Берлин; † 5 май 1883, Бетцендорф), фрайхер, наследствен кухненски майстер на Бранденбург и член на Пруския Херенхаус, женен на 28 април 1839 г. в Кликен за Клара Августа Амалия Хенриета фон Латорф (* 13 август 1819, Кликен; † 5 януари 1890, Бетцендорф)
- Хелена Луиза Юлиана Томасина Каролина фон дер Шуленбург (1808 – 1816)
- Юлиус фон дер Шуленбург (* 2 април 1809, Примерн; † 16 декември 1893, Дрезден), пруски генерал-лейтенант, дворцов маршал, женен на 28 май 1839 г. в Потсдам за графиня Каролина Албертина Мария Адолфина фон Айнзидел (* 18 октомври 1819, Йена; † 18 март 1899, Кросен при Цвикау)
- Луиза Тереза Паулина фон дер Шуленбург (* 5 февруари 1810, Примерн; † 27 септември 1882, Еркслебен), омъжена за граф Фердинанд Фридрих Лудолф фон Алвенслебен (* 23 януари 1803; † 11 юли 1889)
- Йохана Мария Вернерина фон дер Шуленбург (1811 – 1831)
- Фридрих Вилхелм Вернер фон дер Шуленбург († 1813), граф
- Карл Ернст Густав фон дер Шуленбург (* 23 октомври 1814; † 1890), женен за фрайин София Цецилия Елиза Мария фон Малтцан
- Бернхард фон дер Шуленбург (1814 – 1815)
- Хелена фон дер Шуленбург (* 1 февруари 1817; † 1870), графиня, омъжена за Детлев Лудвиг Фридрих фон Бюлов (* 1793; † 26 февруари 1882)
- Мария Ернестина фон дер Шуленбург (* 26 януари 1820, Примерн; † 25 декември 1897, Мюнхен), омъжена на 30 август 1841 г. в Берлин за сър Хенри Францис Хоуард (* 3 ноември 1809, Англия; † 28 януари 1898, Мюнхен)
- Паул Ото Вернер фон дер Шуленбург (* 19 август 1823, Примерн; † 15 април 1889, Рамщет), граф, женен за фрайин Амалия фон Малтцан (* 5 декември 1840; † 14 февруари 1930, Берлин)
- Флоренц Бернхард фон дер Шуленбург (* 22 януари 1826, Примерн; † 9 октомври 1900, Баленщет), граф, женен за Клара Елизабет фон дер Шуленбург (* 21 септември 1842; † 29 октомври 1915), дъщеря на брат му Ото Лудвиг Вилхелм Фердинанд фрайхер фон дер Шуленбург; и има 8 деца